# Слободка (Денисовское сельское поселение)
Слободка — деревня в Слободском районе Кировской области в составе Денисовского сельского поселения.

## География
Находится на расстоянии примерно 19 км на северо-запад от районного центра города Слободской.

## История
Была известна с 1678 года как починок Тренки Слободчика с 4 дворами. В 1764 году здесь (деревня Пронки Слободчикова) учтено было 37 жителей. В 1873 году учтено здесь (деревня Проньки Слободчикова или Слободка)  было  дворов 12 и жителей 80, в 1905 21 и 129, в 1926 21 и 87, в 1950 11 и 47, в 1989 оставалось 5 жителей. Нынешнее название окончательно утвердилось с 1939 года. 

## Население
Постоянное население  составляло 3 человека (русские 100%) в 2002 году, 7 в 2010.